# خورملو (مغوية)
خورملو (بالفارسية: خورملو) هي قرية تقع في إيران في هرمزغان. يقدر عدد سكانها بـ 117 نسمة .